# Proaphelinoides
Proaphelinoides é um género de vespas pertencentes à família Aphelinidae.
As espécies deste género podem ser encontradas na Austrália.
Espécies:
- Proaphelinoides anomalus Hayat, 1985
- Proaphelinoides assamensis
- Proaphelinoides australis Girault, 1922
- Proaphelinoides bendovi Tachikawa, 1984
- Proaphelinoides elongatiformis Girault, 1917